# Graphiurus walterverheyeni
Graphiurus walterverheyeni — вид грызунов рода африканские сони семейства соневые. Был описан в 2009 году. Две особи — самец и самка — были обнаружены в двух точках в бассейне реки Конго в Демократической Республике Конго. Структурой и окраской шерсти этот вид напоминает толстохвостую соню (Graphiurus crassicaudatus), однако между этими видами существует ряд различий. Во-первых, череп Graphiurus walterverheyeni имеет ряд особенностей[каких?], отличающих его от черепа толстохвостой сони. Во-вторых, особи этого вида значительно мельче.